# 江南市立西部中学校
江南市立西部中学校（こうなんしりつ せいぶちゅうがっこう）は、愛知県江南市上奈良町にある公立中学校。通称「江南西中」または「西中」（せいちゅう）

## 概要
- 校区は江南市立古知野西小学校校区の全域（上奈良町、東野町（岩見を除く）、島宮町）と、江南市立古知野南小学校校区の一部の児童が進学する[1]。地元呼称「赤童子西」（赤童子町のうち大間、良原、白山、栄、桜道、及び大間町）については西部中学校区であり、南小学校校区のうち残りの部分（古知野町、赤童子町東部など）は古知野中学校区となる。市立古知野中学校の生徒数の増加のため、当初は江南市立古知野西小学校の校区で設置された中学校で、その後古知野南小学校校区の一部（5分の1程度）も編入されたが、当校は小学校約1.2校に対する中学校1校という設定もあって、江南市内の中学では最も生徒数が少ない。（古知野中学は小学校約2.8校対中学1校、布袋、宮田、江南北部の各中学は小学校2校につき中学1校）

## 沿革
- 1982年（昭和57年）4月1日 - 古知野中学校から分離し開校。校区は古知野西小学校校区。
- 1986年（昭和61年）4月1日 - 校区変更により、古知野南小学校校区の「赤童子西」（赤童子町のうち大間、良原、白山、栄、桜道、及び大間町）が校区に加わる。

## 交通アクセス
- 名鉄バス古知野線「上奈良南」バス停より徒歩約3分。

名鉄犬山線江南駅から46系統「名鉄一宮駅」（春明経由）行。
名鉄名古屋本線・尾西線・JR東海尾張一宮駅より、名鉄一宮駅バスターミナルから46系統「江南駅」（春明経由）行。

## 周辺施設
- 江南市立古知野西小学校
- 滝中学校・高等学校
- 森永乳業中京工場
- 平和堂江南店
- 綿半ホームセンター江南店